# Suinzona jacobsoni
Suinzona jacobsoni – gatunek chrząszcza z rodziny stonkowatych i podrodziny Chrysomelinae.
Gatunek ten opisany został w 2011 roku przez Mauro Daccordiego i Ge Siqina na podstawie pojedynczego samca. Epitet gatunkowy nadano na cześć Georgija Jakobsona.
Chrząszcz o ciele długości 6,7 mm i szerokości 4 mm. Ubarwiony ciemnobrązowo z czarnymi oczami i rudobrązowymi: odnóżami, czułkami, aparatem gębowym i spodem ciała. Głowa połyskująca, o ciemieniu i czole prawie niepunktowanych. Punktowanie przedplecza dwojakie: grubsze i rozproszone punkty, a między nimi jeszcze delikatniejsze. W tylnych kątach przedplecza brak trichobotriów. Powierzchnia przedplecza błyszcząca, zaś pokryw matowa. Rzędy na pokrywach przy szwie i po bokach regularne, a pośrodku nieregularne. Wyrostek przedpiersia z jedwabistym połyskiem. Zapiersie wąskie, z przodu obrzeżone. Dość regularnie zakrzywiony edeagus jest nieco zwężony ku zaokrąglonemu wierzchołkowi. Flagellum walcowate.
Owad znany tylko z gór Jinping Shan w Syczuanie, w Chinach.